# Новомихайловка (Красноградский район)
Новомихайловка (укр. Новомихайлівка), село,
Владимировский сельский совет,
Красноградский район,
Харьковская область.
Код КОАТУУ — 6323380505.
Село снято с учёта в 1997 году.

## Географическое положение
Село Новомихайловка находится в балке Новомихайловская на реке Вшивенькая.
На расстоянии до 2-х км расположены сёла Владимировка, Александровка, Варваровка и Лукашовка.
По селу протекает пересыхающий ручей.

## История
- 1997 — село снято с учёта в связи с переселением жителей [1].